# 軽罪
軽罪（けいざい、英: Misdemeanor）は、犯罪に軽重による分類を設けている刑法典における重罪の対義語。

## 概説
各国の刑法典には犯罪に軽重による分類を設けるものがある。
例えば未遂犯の処罰では、すべての犯罪の未遂を処罰するもの（オーストリア刑法など）、比較的重い犯罪の未遂犯を処罰するもの、明文で規定する場合にのみ未遂を処罰するもの（スウェーデン刑法など）がある。このうち比較的重い犯罪の未遂犯を処罰するものは、法定刑の重さにより未遂犯処罰を定めるものと、重罪や軽罪などの分類で未遂犯処罰を定めるものがある。

## 各国の刑法典

### フランス
フランス刑法には重罪と軽罪の分類がある。

### アメリカ
模範刑法典では犯罪を実質犯罪（crime）と秩序違反行為（violation）に区別し、実質犯罪を重罪（felony）、軽罪（misdemeanor）、微軽罪（petty misdemeanor）に分ける。

### 日本
日本の旧刑法（1882年施行）はフランス刑法にならって重罪、軽罪、違警罪の分類を導入したが、1902年の刑法草案でこれらの区別は廃止され現行刑法は重罪や軽罪の分類を設けていない。